# Teodone (duca di Asti)
Teodone (fl. VIII secolo) è stato un duca longobardo, duca di Asti all'inizio dell'VIII secolo.

## Biografia
Alcuni storici sono dell'opinione che la nomina di Teodone a duca sia avvenuta per opera di Liutprando nel 712: Teodone era figlio di Teodone II, duca di Baviera, e si pensa che Liutprando gli abbia donato il ducato di Asti, come segno di gratitudine per l'aiuto dato al padre Ansprando durante la calata di quest'ultimo in Italia nel 712.